# Shamatari
Shamatari, ratoborno pleme Indijanaca Yanomama (Guaharibo), porodica Chirianan, u regiji Mavaca-Siapa u bazenu Orinoca u Venezueli, susjedi Namoweiterija. Prvi ih je posjetio misionar James Barker 1950., a izučavao ih je antropolog Napoleon Chagnon od sredine 1960.-tih do kasnih 1990.-tih u selu Bisaasi-teri na mjestu gdje se sastaju Mavaca i Orinoco. Područje Mavace izvorno su nastanjivali Mawaka Arawaki. Ekspanzija Yanomama dolazi u 19. stoljeću kada dolaze do čeličnog oruđa. U Mavaca-Siapa prodiru otjeravši Arawakan plemenas Anauyá i Kuriobana (Lopes de Araujo: 1884, 54, 56), Cerqueira (1928, 78-79), Stradelli (1889, 23), Chaffanjon (1889, 247). 

## Vanjske poveznice
- Yanomami “Violence”: Inclusive Fitness or Ethnographer’s Representation?